# 中高一貫教育
中高一貫教育（ちゅうこういっかんきょういく）とは、前期中等教育（一般の中学校で行われている教育）と後期中等教育（一般の高等学校で行われている教育）の課程を調整し、一貫性を持たせた体系的な教育方式のことである。また、これを行っている学校を中高一貫校（ちゅうこういっかんこう）という。

## 概要
無試験で上級学校に進学する学校を俗に「エスカレーター式」と呼ぶことがあるため、中高一貫校と中等教育学校がこのように呼ばれることがある。しかし後期中等教育は義務教育ではないため、必ずしも全ての生徒が系列高校に進学、または中等教育学校の後期課程に進級できるとは限らない。
国立・私立の中学校と高等学校の多くが戦後6年制一貫教育を行ってきた。最近では、公立においても中高一貫教育が可能になったため、児童の進路選択の多様性を増すために導入する実例が増えている。

## 日本

### 分類・統計
実施校には以下の3種類がある。（出典「学校基本調査 - 平成22年度（確定値）結果」）
- 同一学校型（中等教育学校）
  - 中学校の課程と高等学校の課程を統合した一体の学校。中学校に相当する前期課程と高等学校に相当する後期課程がある。前期課程を修了すると中学校を卒業したものと同じ資格を持つ。通常後期課程の募集は行われないが、発足当初は生徒を募集することがある。また、2013年1月には海陽中等教育学校の後期課程で30名を募集する第4学年編入学試験が行われる[1]。
  - 全48校。国立4校。公立28校。私立16校。
- 併設型（中学校・高等学校）
  - 同じ設置者が中学校と高等学校を設置して接続するタイプ。中学校から高等学校へは無選抜で進学することができる。また高等学校は外部からの募集も行う。私立の場合は外部募集がないこともある。
  - 全273組。国立1組[2]。公立69組。私立203組。
  - 比較的都市部に設置されることが多い。また交通の便のよい学校に設置されることが多い。都道府県立中学校が設置されることにより、地域の市区町村立中学校に影響が出る。広く広範囲から生徒を集めることができれば、地元中学校への影響が小さくなる利点がある。一方、過疎地に設置された県立中学校では定員割れを起こすなどしたことが原因で廃止されるケースが出てきている(新潟県など）。
  - 理数教育に重点を置く学校、グローバル教育を重視する学校、将来のリーダーの養成を目指す学校などそれぞれの学校が特色を作って教育活動を行っている。
  - 外進生と内進生はミックスしてホームルームを形成する場合と、3年間別のクラスを形成する場合がある。
  - 中学校においては、中学校の標準授業時間数よりも授業時間を増やして教育を行っているところが多い。また、高校受験がないことや教育課程の特例を生かし、高校内容の先取り学習を行う学校が多い。
  - 部活動は中学校・高等学校が連携して行っており、文化部を中心に中高合同で行っている。
- 連携型（中学校・高等学校）
  - 設置者が異なる中学校と高等学校が連携して教育を行うタイプ。中学校の教師と高校の教師がチームティーチングを行ったり、教育課程をスムーズに接続したりする。連携中学校から高校へは簡便な試験で選抜する。また高校は、一般の試験で、他の中学校出身者を受け入れる。
  - 全177組。国立2組[3]。公立174組。私立1組（水戸英宏中学校ならびに水戸葵陵高等学校および水戸啓明高等学校）[4]。
  - 過疎地域で採用されることが多い。その地域に根ざした教育が展開される。
  - あくまで連携であるため、中高一貫教育の効果は中等教育学校や併設型より小さい。特色的な教育課程を組むこともしにくい欠点がある。

上記の数字は「学校基本調査」（文部科学省統計）で対象にしている中高一貫校のみであり、ある中学からある高校に一般入試をせずに進学できる場合（内部進学）も両校を中高一貫校と呼んでいるため、実質的な一貫校はもっと多い。このように実際には私立中高の大部分が一貫校と考えられる。実質的な私立中高一貫校の数は、2012年5月1日現在732校（中等教育学校に転換しない私立中高一貫校は715校）に上る。傾向としては、国立・私立には中等教育学校（完全中高一貫校）や併設型（別クラス型と混合型に大別される）が多く、公立には連携型が多い。

### 高校募集
外部からの生徒を受け入れることによって、生徒に一定の緊張感を持たせて一貫校特有の中だるみを防ぐことを目的としている学校もある。中高一貫校の高校入学組の中には、中学受験失敗の巻き返しを目指した生徒も少なくない。近年、中学受験の普及と少子化の影響により優秀な外部進学者が減少しているため、多くの学校が高校入学を廃止して完全中高一貫校へ移行している。また、高校入学組の進学実績が内部進学組に比べて著しく低いことも要因となっている。
それに対して、高校募集をしない学校を完全中高一貫校という。完全中高一貫校は中等教育学校とは制度上は別物である。高校募集を停止して完全中高一貫校になる学校が徐々に増えつつある。その背景として、外部生（高校入学組）は中高一貫のカリキュラムを受けた内部生に比べて進度が遅いことがある。高校募集を継続していても、高校から入学した生徒への未履修分野の補講が必要となったり、中には、高校から入学した生徒を中学からの内進生のクラスに組み込まず、別クラスにする学校もある。中等教育学校も基本的に後期課程募集はしない。
なお、中高一貫校と銘打ちながら、中学卒業段階で県立の高等学校に生徒の多くが流出し、系列高校への進学が少ないため、中学は評価が高いものの、高校は中学と比較して評価が著しく低く、中高一貫校としての評価が全く得られていないという、南関東、近畿等の中高一貫校（中高一貫教育を提供する6年制コースと高校受験準備教育を提供する3年制コースがある履正社中学校・高等学校を除く）では見られない特異な現象が起きている学校もある（愛知県東三河地方の桜丘中学校・高等学校、愛知産業大学三河中学校・高等学校など）。
私立の中高一貫校では同じ学校法人によって、「高等学校のみ」の学校を別に設置している所もある。学校により、中高一貫校で「○○中学高等学校」、高等学校では「○○高等学校」と名称するところや中高一貫校を6年制、高等学校を3年制とコースづけしていたりする。
同じ名を冠する学校でありながらそれぞれ「進学校」「非進学校」という二極分化が起きることがある。

### 制度変更
中学・高校併設の私立校や国立校では従来から行われてきた教育方式だが、公立校では、東京都立世田谷工業高等学校が1959年から1973年にかけて付属中学校を設置したくらいしか例が無く、1998年の学校教育法改正により正式に認められ、積極的に一貫教育ができるようになった。
法的に中高一貫校の形をとっている学校としては、1999年度に公立中等教育学校の宮崎県立五ヶ瀬中等教育学校、公立併設型の岡山市立岡山後楽館中学校・高等学校、公立連携型の松阪市立飯南中学校・松阪市立飯高中学校・三重県立飯南高等学校、私立併設型の横浜共立学園中学校・高等学校の4組が設置されたのが最初である。文部科学省は日本に500校の中高一貫校を設置する予定である。

### 中高一貫教育のメリット・デメリット
中高一貫校では高校・後期課程進学時に高校受験が不要または簡単な試験で済むため、6年間のうち大部分を試験勉強に追われずに過ごせるという点が人気の一因となっている。これは従来、一定以上の学力成績を達成していれば、確実に地元の公立普通科高校に進学できるようにした総合選抜制度などで実現されていたことでもある（その後総合選抜は、少子化の影響や、進路選択の余地が少ないなどの拘束性が嫌気されて、徐々に衰退していった）。
高校受験が必要ない、もしくは負担が少ないことはメリットの一つであるが、学年が上がるにつれて、学校内での生徒間の学力差が顕著になる傾向がある。中高一貫校の中には高校段階で募集をやめた学校も多いため、学校の校風が自分に合わなくても別の学校に進学しにくいという問題もある。
しかし、一般の地元公立中学校にはゆとり教育やいじめ問題や学級崩壊などの諸問題が発生する場合が比較的多いため、公立中学校に入学することへの不安も強い。
典型的な中高一貫校の教育課程は高校2年（中等教育学校第5学年）までに中高の内容を終わらせ、最後の1年で大学受験に特化した学習をするというものである。現在の学習指導要領では中学校の内容がゆとり教育のため薄く、その代わり高校の内容が濃い。それを5年間で均等に引き延ばしているわけなので、必ずしもこの方法が詰め込み型の教育とはいえない。ただし、2002年の学習指導要領において、中学段階で削除されて高校に移された内容については、2002年以降も引き続き中学段階で学習している学校が多い。
灘高等学校が、理工系の数学入門コースを教科書として採用しているなど、学習指導要領の逸脱が容認されている学校もある。

### その他
中高一貫校は高い進学実績を残すのに有利とされている。都市圏では中高一貫校による一部の大学合格者の寡占状態が問題視されている。 
また、「公立中高一貫校」の設置も全国で進んでおり、東京都立小石川中等教育学校や千葉県立千葉中学校・高等学校がその例である。
一貫教育のメリットは中高にとどまらず、公立学校を中心として小中一貫校を設立するところも現れている。埼玉県さいたま市岩槻区（旧岩槻市）に所在する開智中学校・高等学校では、小学校も設置して小中高一貫校にする予定である。幼稚園から短期大学、大学まで擁している学校法人もある。ちなみに特別支援学校は小中高一貫校である場合がある。
また、トヨタ自動車・中部電力・JR東海の中部財界3社は、2006年4月に中高一貫校「海陽中等教育学校」を愛知県蒲郡市のラグーナ蒲郡内に開校した。イギリスの名門イートン校をモデルにしており、同時に設立された学校法人海陽学園（理事長: 豊田章一郎）が運営する。
また、叡明館中等部・高等部という中高一貫教育の全寮制校が石川県に1984年に開校したが、1995年に休校となっている。

### 地域総合中等学校構想
日本教職員組合の第2次教育制度検討委員会が、1983年に『現代日本の教育改革』で報告した地域総合中等学校は、次のような構想である。この構想の具体的な内容は、吉田昇・長尾十三二・柴田義松編『中等教育原理〔新版〕』（有斐閣双書、1986年5月初版発行）の「4章　中等教育の社会的性格」（小川利夫執筆）の「4　現代の教育改革と青年期教育の創造」の「高校入試改革と中等教育改革の構想－「6年制中等学校」そのふたつの道」(pp.123-132) の126ページの表に明記されている。この項目ではこの表に基づいて記載する。
1. 接続の前提：現行の中学校、高等学校を接続した6年間の地域総合中等学校とする。前期を中学校、後期を高等学校とし、進学に際しての選抜試験は行わない。男女共学で小学区制とする。
2. 教育課程：国民的教養としての普通教育と専門教育を提供し、教育課程の編成は学校や地域の実情や生徒の選択に対応して柔軟に編成される。
3. 行財政：地域総合中等学校への就学は、すべての青年の権利として保障される。ただし、前期中学校までは、就学義務を伴う。地域総合中等学校は無償制とする。市町村ないし都道府県は、地域総合中等学校を設置する義務をもつとともに、就学援助義務を負う。

### 中高一貫教育推進法案
民主党は、1998年4月28日に、中学校と高等学校を中等教育学校に全面的に転換する形で、中高一貫教育を全部導入するために『中高一貫教育の推進に関する法律案』（1424国会衆議院・法14号）を発表した。この法案の概要は次の通りである。中高一貫教育推進法案は、10年以内に中学校と高等学校を公立の中高一貫の中等教育学校に統一することによって、全ての子どもに中高一貫教育を提供し高校入試を全廃、高校は無償化するものであった。

## ヨーロッパ
- イギリス - パブリックスクール
- ドイツ - ギムナジウム
- オーストリア - ギムナジウム
- スイス  - ギムナジウム
- オランダ - 大学準備中等教育 (VWO)

## 関連図書・関連文献
- 中高一貫教育総論
  - 月刊高校教育編集部編『中高一貫教育推進の手引』(学事出版、2000年7月21日発行)
  - 東京大学教育学部附属中・高等学校著『中高一貫教育1/2世紀－学校の可能性への直線』（東京書籍、1998年4月27日発行）
  - 山住正己・中島平三・山崎憲治・越田年彦著「中高一貫教育試論」（『世界』1997年4月号所蔵、pp.257-267）
  - 「中高一貫教育のゆくえ－多様化する中等教育－」（『教育評論』通巻631号所蔵（1999年11月1日発行）、pp.10-41）
  - おおたとしまさ著『中学受験 名門中学の子どもたちは何を学んでいるのか 東西難関12校の教育力』（ダイヤモンド社、2012年11月1日発行）
  - 鈴木隆祐著『「授業」で選ぶ中高一貫校』（学研マーケティング、2008年4月11日発行）
  - 鈴木隆祐著『名門中学・最高の授業』（学研パブリッシング、2008年2月1日発行）
- 中高一貫校各論
  - 東京大学教育学部附属中・高等学校著『中高一貫教育1/2世紀－学校の可能性への挑戦』（東京書籍、1998年4月27日発行）
  - 東京大学教育学部附属中等教育学校編著『新版　学び合いで育つ未来への学力－中高一貫教育のチャレンジ』（明石書店、2010年6月10日初版発行）
  - 鈴木隆祐著『海陽学園が変える日本の教育』（日本実業出版社、2013年8月24日発行）